# La partida (canción)
«La partida» es una melodía escrita por el músico y cantautor chileno Víctor Jara.
Pertenece al disco El derecho de vivir en paz, el sexto álbum de estudio del cantautor como solista, lanzado originalmente en abril de 1971 por el sello DICAP.
Además de la versión original, la melodía tiene una versión de estudio y otra en vivo del disco Inti-Illimani interpreta a Víctor Jara, de 1999 por la banda Inti-Illimani.
| La Partida |                                          |          |  |
| N.º        | Título                                   | Duración |  |
| 1.         | «La partida»                             | 3:26     |  |
| 2.         | «La partida» (por Inti-Illimani)         | 3:34     |  |
| 3.         | «La partida» (en vivo por Inti-Illimani) | 3:50     |  |